# Östergötlands runinskrifter 88
Runinskrift Ög 88 är en runsten från Axby, som nu står i Högby, Högby socken och Mjölby kommun, Göstrings härad i Östergötland. Den står i ett öppet landskap mellan Askagården och Vågagården cirka tre kilometer nordväst om Mjölby.

## Stenen
Stenen är av granit och 160 cm hög, 45 cm bred och 45 cm tjock. Ornamentiken består av ett till synes oansenligt kristet kors innanför en rak bandslinga fylld med runor. Stenen upptäcktes vid rivningen av Högby gamla kyrka 1870. Samtidigt påträffades ett flertal andra runstenar, däribland Ög 87, Ög 82 och den mer anrika Högbystenen. Den translittererade texten på Ög 88 lyder enligt nedan:

## Inskriften
Translitterering av runraden:
· austin · risþi · stin · ayftiʀ · kata · frita · sin ·
Normalisering till runsvenska:
Øystæinn ræisþi stæin æftiʀ Kata/Gadda, frænda sinn.
Översättning till nusvenska:
Östen reste stenen efter Kate/Gadde, sin frände.